# České stavy

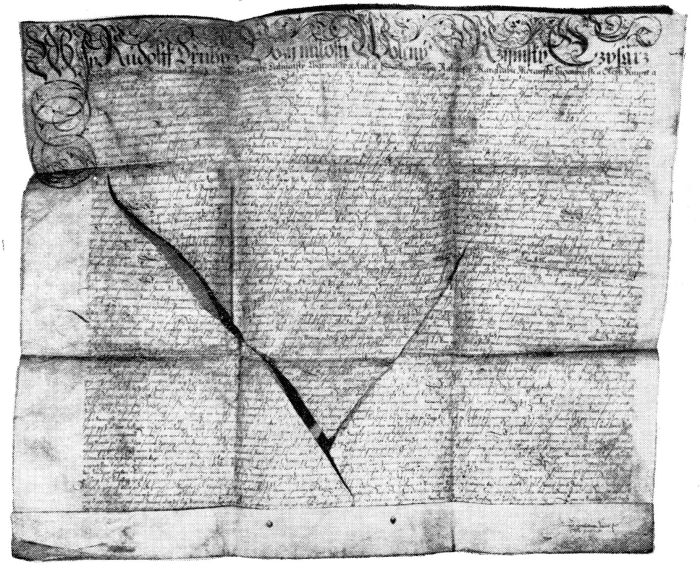
Majestát Rudolfa II. z roku 1609 zaručující stavům práva

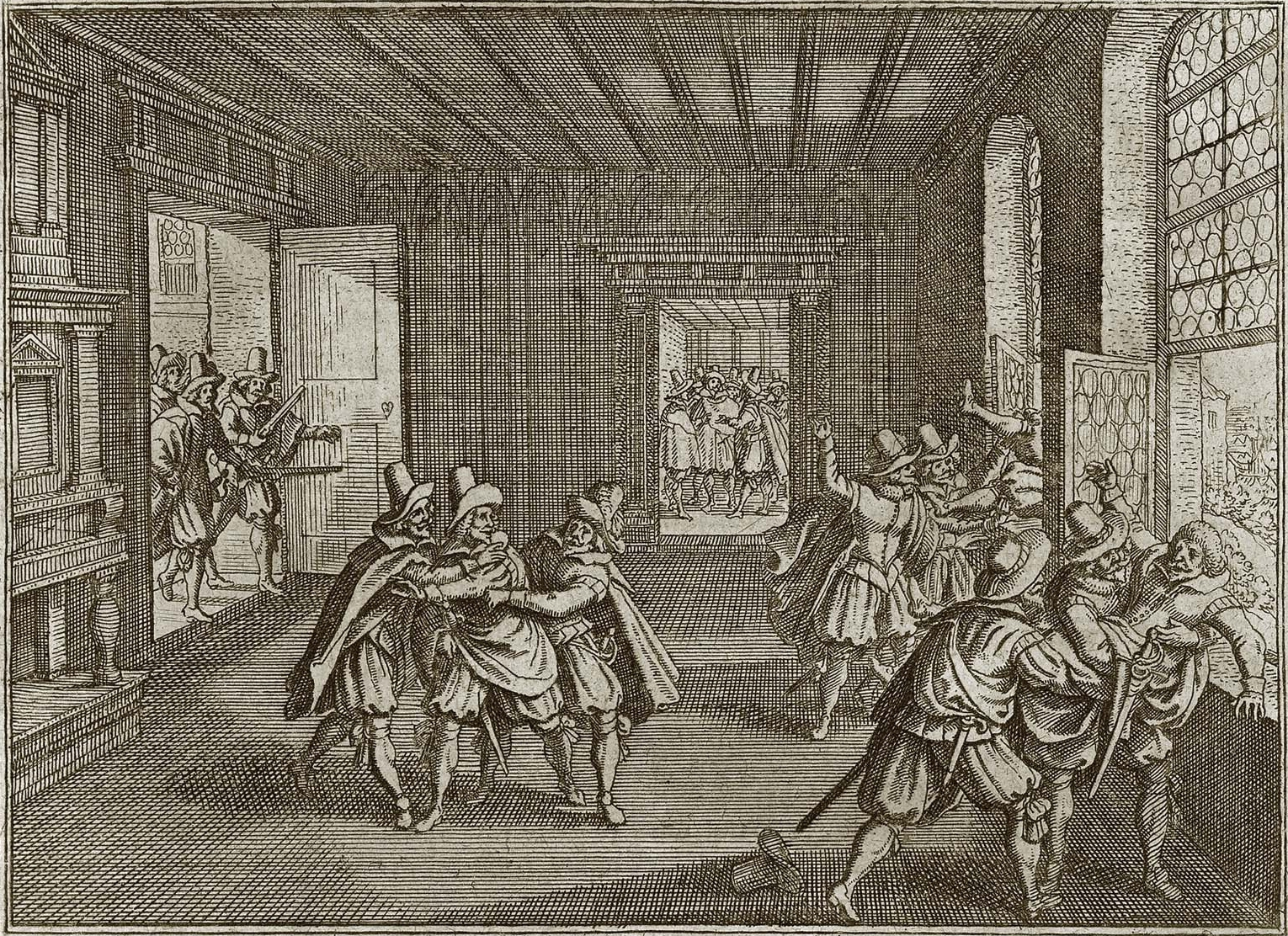
Stavovské povstání - třetí pražská defenestrace v roce 1618 stála na počátku třicetileté války. (Dobová mědirytina z Theatrum Europaeum)

České stavy, někdy též zastarale čeští stavové, respektive česká stavovská obec byla společenská třída v zemích Koruny české. Existovala od konce 13. století.
Duchovní stav neexistoval již od doby husitské revoluce.

## Historie
Samostatná stavovská obec v zemích Koruny české a následně i stavovský zemský sněm se začaly formovat za panování posledních Přemyslovců na konci 13. století. Nejprve vznikly stavy vyšší šlechty a duchovenstva, v době husitského hnutí přibyla nižší šlechta a královská města, zatímco duchovenstvo dočasně nesmělo zasedat na českých sněmech, čímž bylo fakticky vyřazeno z politického života.
V 16. století v Českých zemích existovaly tři základní stavy, panstvo, rytířstvo a města. Stavy měly politickou moc, scházeli se na zemských sněmech, kde rozhodovali o zásadních politických i ekonomických záležitostech v zemi výši daní, či volili krále. V 15.–16. století měly svůj vlastní stavovský sněm také všechny vedlejší země Koruny české. Jejich složení se lišilo. Na rozdíl od českého království zasedali na těchto sněmech také církevní preláti, ale v Horní Lužici chyběla nižší šlechta, zatímco ve Slezsku tvořila zvláštní stav ještě knížata.

## České stavovské povstání
Svou nejvýznamnější roli české stavy sehrály na počátku 17. století. Zvolily si za svého krále falckého kurfiřta Fridricha. Ten byl ostatně kandidátem na českého krále již za vlády panovníka Rudolfa II., jenž neměl oficiálního potomka. Jiným kandidátem českých stavů na trůn byl také zástupce z řad domácí šlechty Albrecht Jan Smiřický, ten však zemřel příliš brzy.
Ferdinand II. se kvůli způsobu své politiky (prosazoval absolutistický způsob vlády, popíral práva šlechty, porušil Rudolfův majestát apod.) stal v řadách českých stavů brzy nepopulárním. Někteří jeho odpůrci zahájili dne 23. května 1618 pražskou defenestrací české stavovské povstání a 19. srpna 1619 byl Ferdinand generálním sněmem zemí Koruny české prohlášen za sesazeného.
Konec stavovské rebelii po bitvě na Bílé hoře učinilo Obnovené zřízení zemské českého krále a moravského markraběte, císaře Ferdinanda II., nařízení pro země Koruny české, vydané bez souhlasu sněmu, na základě vítězství nad stavy v občanské válce. Nejdůležitějších stavem na českém sněmu se stalo duchovenstvo, podporující habsburského panovníka a následný absolutismus.
K převaze panovnické moci nad stavovskou spěl vývoj nejenom v českých zemích, ale také v jiných evropských monarchiích, Španělsku a Francii, později také v Anglii. Stavovskou monarchii (imperium mixtum) vystřídala pozvolna absolutní monarchie (imperium absolutum), která omezila moc stavů na minimum. To znamenalo v mnoha případech omezení nebo úplný konec svolávání stavovských zastupitelstev, jako v Čechách po porážce stavovského vojska dne 8. 11. 1620.
Většina účastníků českého stavovského povstání byla potrestána zabavováním majetku a práv, který pak dostali zástupci české katolické církve. 27 vůdců tohoto povstání dne 21. 6. 1621 bylo popraveno.